# Kosmos 62
Kosmos 62 – radziecki satelita telekomunikacyjny wysłany wraz z bliźniaczymi Kosmos 61 i 63. Trzynasty statek typu Strzała.